# LimeWire
LimeWire è stato un client peer-to-peer che si appoggiava alla rete Gnutella ed era disponibile in varie lingue. È stato il primo programma di file sharing a supportare il trasferimento file da-firewall-a-firewall, una caratteristica introdotta a partire dalla versione 4.2, che fu distribuita nel novembre 2004. A differenza di altri client P2P per la rete Gnutella (ad esempio Bearshare) non possedeva alcun adware. Supportava iTunes e integrava al suo interno una chat con la quale i vari utenti potevano comunicare tra loro durante i download.
LimeWire LCC, lo sviluppatore di LimeWire, distribuiva due differenti versioni dell'applicazione; una versione base, gratuita, distribuita sotto la GNU General Public License (si veda anche software libero) e una versione pro a pagamento che offriva scaricamenti più rapidi e la possibilità di utilizzare un antivirus integrato. Prima dell'aprile 2004 la versione gratuita veniva distribuita assieme a un programma chiamato "LimeShop" (una variante di TopMoxie), che è stata considerata da alcuni esperti di sicurezza come uno spyware. Con la rimozione di tutto il software in bundle a partire dalla versione 4.0, queste obiezioni furono risolte.
LimeWire era scritto in Java e per questo funzionava su ogni sistema che avesse una Java virtual machine installata. Per facilitare l'installazione da parte di utenti comuni, erano stati distribuiti pacchetti di installazione per Microsoft Windows, macOS e Linux, per i vari gestori di pacchetti (RPM Package Manager, deb nonché per il Portage di Gentoo).
LimeWire usava le funzioni crittograficamente sicure hash, quali lo SHA-1 e il Tiger tree hash per assicurare che i dati scaricati non fossero corrotti. Anche se Ed Felten e altri abbiano identificato possibili vulnerabilità nell'algoritmo SHA-1, poiché LimeWire non si appoggiava esclusivamente sullo SHA-1, queste vulnerabilità non hanno avuto gravi implicazioni per la verifica dei file scaricati da parte di LimeWire.
Essendo open source, LimeWire ha prodotto numerosi fork, inclusi FrostWire, LionShare, un progetto sperimentale della Penn State University, e Acquisition, un popolare client Gnutella per la piattaforma Apple Macintosh dotata di un'interfaccia proprietaria.
Il 26 ottobre 2010 la RIAA ottiene una sentenza di cessazione della "ricerca, download, upload, scambio di file e/o funzionalità di distribuzione dei file" per violazione di copyright da parte della Corte Distrettuale di New York. Inoltre la RIAA ha annunciato l'intenzione di chiedere il risarcimento del danno arrecato alle etichette discografiche.
Nonostante ciò dopo circa un mese dal blocco del servizio è stata distribuita da un gruppo sconosciuto di programmatori una nuova versione, perfettamente funzionante e gratuita, chiamata "LimeWire Pirate Edition", con le stesse caratteristiche della versione PRO del LimeWire originale, tra cui la possibilità di utilizzare AVG.

## Caratteristiche
- Possibilità di cercare per artista, genere od altre metainformazioni
- Interfaccia per scaricamenti multipli tramite tab
- Scaricamenti da host multipli
- Integrazione con iTunes per gli utenti Mac e Windows
- Client BitTorrent
- Tecnologia "ultrapeer" per ridurre i requisiti di banda
- Chat integrata
- Connessione diretta con un computer
- Funziona anche attraverso firewall
- Disponibile in molte lingue, fra cui in italiano.